# Megacalanidae
Megacalanidae é uma família de copépodes pertencentes à ordem Calanoida.
Géneros:
- Bathycalanus Sars, 1905
- Bradycalanus Scott, 1909
- Elenacalanus Bradford-Grieve, Blanco-Bercial & Boxshall, 2017
- Megacalanus Wolfenden, 1904